# Черкаська загальноосвітня школа № 22
Черкаська загальноосвітня школа І-ІІІ ступенів № 22 — загальноосвітній навчальний заклад у місті Черкаси.

## Історія
Школа була відкрита 1973 року і першими її учнями були діти із Черкаської ЗОШ № 9.

## Структура
Заклад має спортивний зал, кімната психолога, кабінети праці, інформатики, тестування, бібліотеку, музей Т. Г. Шевченка, кімната-музей бойової партизанської слави, зал «Київська Русь».

Погруддя Т.Г.Шевченка
Кобзар біля погруддя